# Saint-Aubin-le-Dépeint
Saint-Aubin-le-Dépeint è un comune francese di 336 abitanti situato nel dipartimento dell'Indre e Loira nella regione del Centro-Valle della Loira.

## Società

### Evoluzione demografica
Abitanti censiti